# Heckfield
Heckfield – wieś w Anglii, w hrabstwie Hampshire, w dystrykcie Hart. Leży 42 km na północny wschód od miasta Winchester i 62 km na zachód od Londynu.